# Il colonnello Bridau
Il colonnello Bridau (Un ménage de garçon) è un romanzo breve di Honoré de Balzac, pubblicato nel 1842. È la quinta opera delle Scene di vita in provincia (Scènes de la vie de province), il secondo degli svariati cicli narrativi dell'ambiziosa serie de La Comédie humaine, e che va formare inoltre assieme ad altre due opere (Pierina e Il parroco di Tours) una sottosezione dello stesso ciclo recante il nome de I celibi (Les célibataires).

## Trama
Agata Bridau, vedova di un amministratore statale, vive a Parigi e ha due figli che sono lo scopo della sua esistenza: il colonnello Filippo, già al servizio di Napoleone ma disoccupato durante la Restaurazione, e Giuseppe, un promettente pittore. Le simpatie della madre vanno soprattutto a Filippo, il quale però finisce in un vortice di vizio e perdizione che rovina l'economia familiare e la fiducia dei parenti verso di lui: arriva a commettere furti sempre più gravi e, partecipando a una cospirazione, finisce in carcere.
La madre a quel punto, priva di soldi per farlo scarcerare e ridotta ormai a una vita di stenti, decide col figlio Giuseppe di recarsi nel suo paese di origine, Issoudun, per visitare il ricchissimo fratello, Gian Giacomo Rouget, che non vede da oltre trent'anni. Qui lo trovano inebetito dalle cure "interessate" della giovane e bella Flora Brazier, detta popolarmente la "Sciaguattiera" (poiché presa in protezione dal padre di Agata e Gian Giacomo quando era ancora bambina e, poverissima, "sciaguattava" l'acqua nei fiumi per la pesca dei gamberetti) e dell'amante di lei, Massenzio Gilet, detto Max, un altro bonapartista ritiratosi dalla vita militare. Il meschino Gian Giacomo, scapolo ancora a cinquantasette anni e innamorato perdutamente di Flora, è ormai disposto a fare per la sua prediletta qualsiasi cosa, tanto che, oltre a prendere Max in casa sua, le ha intestato il suo testamento, che comprende cospicue rendite, capitali e proprietà per centinaia di migliaia di franchi.
Agata e Giuseppe, che sono persone semplici, vorrebbero un aiuto dal Rouget e magari la loro legittima fetta di eredità, ma con uno stratagemma vengono messi in ridicolo da Max, capo di una combriccola segreta di giovani detta la "Compagnia dei Fannulloni": essi ripartono quindi precipitosamente per Parigi con un niente di fatto. Filippo nel frattempo riesce a far commutare la sua pena in un soggiorno forzato a Issoudun: qui, trovato in Max un avversario degno della sua astuzia, regolerà i conti di famiglia, riabilitandosi agli occhi della società. 
Amaramente però la sua famiglia constaterà, dopo il ritorno a Parigi, l'immutabilità del suo perfido carattere. 

## Adattamenti cinematografici
La biblioteca nazionale conserva una sceneggiatura di Vittorio Nino Novarese e Riccardo Moschino di un film tratto dal romanzo che avrebbe dovuto essere realizzato in Italia per la regia di Carlo Campogalliani. La lavorazione iniziò effettivamente a Cinecittà nell'aprile del 1939, ma esso non fu mai portato a termine per difficoltà produttive.

## Edizioni italiane
- ed. Treves, Milano 1908 (con il titolo Casa di scapolo)
- ed. Corbaccio, Milano 1928 (con il titolo Casa di scapolo)
- trad. Maffio Maffii, A. Mondadori, Milano 1932 (nella coll. "Biblioteca romantica" diretta da G. A. Borgese, n. 18; poi nella "BMM" n. 130-132)
- trad. Maria Grazia Bottai, Rizzoli, Milano 1965 (con il titolo Casa di scapolo) ISBN 88-17-16976-5